# Antonino Catalano (pittore)

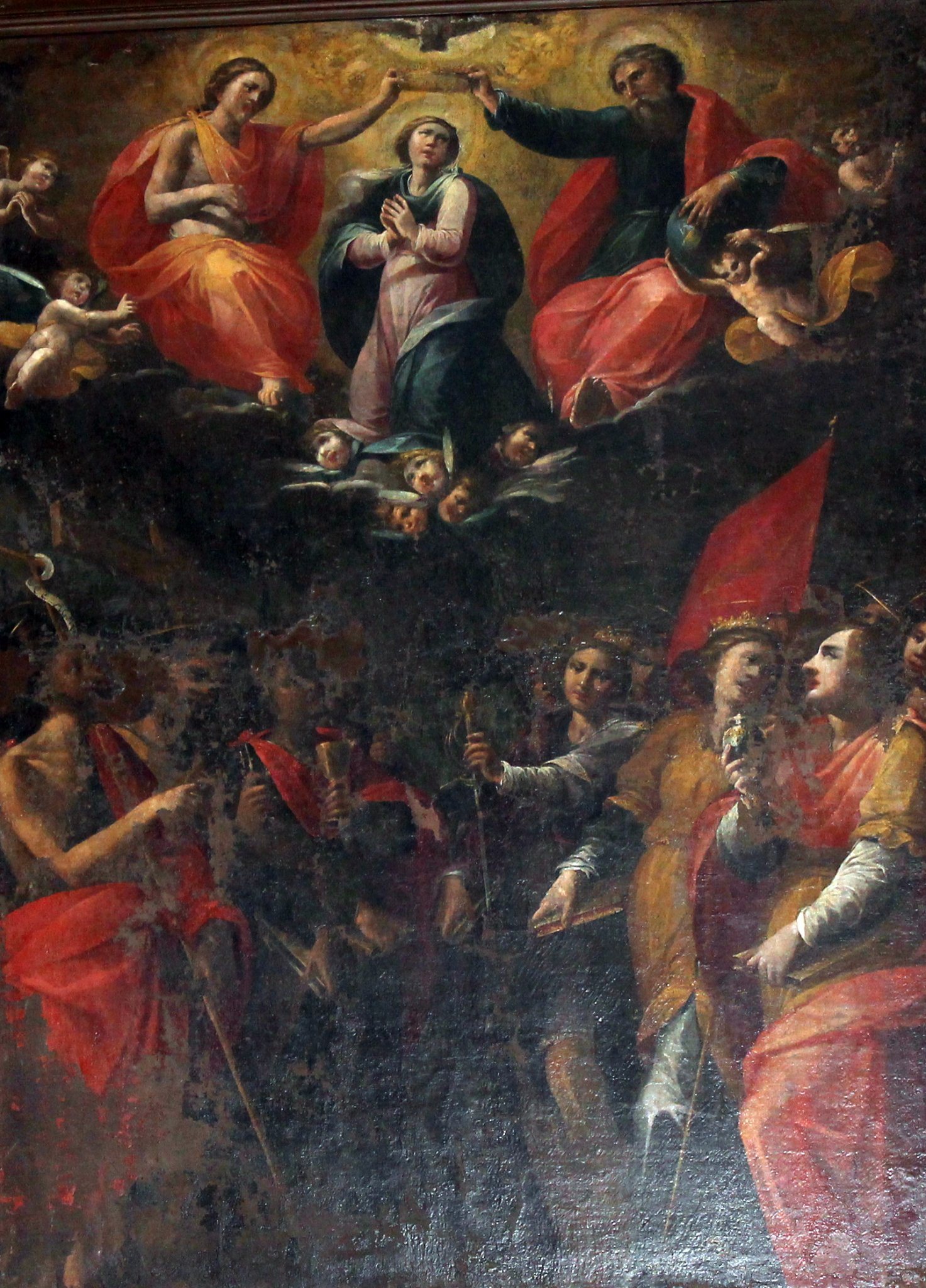
Incoronazione della Vergine - opera attribuita ad Antonio Catalano il giovane

Antonino Catalano (Messina, 1585 – Messina, 1666) è stato un pittore italiano.

## Biografia
Antonio Catalano detto il Giovane o Antonino per distinguerlo dal padre Antonio, detto l'Antico o il Vecchio.
Studente in giurisprudenza per volontà paterna con poco profitto, incline alla pittura, allievo di Francesco, Giovanni Simone Comandè e Antonio Barbalonga. La produzione artistica è concentrata principalmente a Messina e provincia, quindi soggetta alle distruzioni causate dalle serie di terremoti che hanno interessato il comprensorio.
Morì a Messina nel 1666, la sepoltura è documentata nella chiesa di San Francesco d'Assisi all'Immacolata.

## Opere

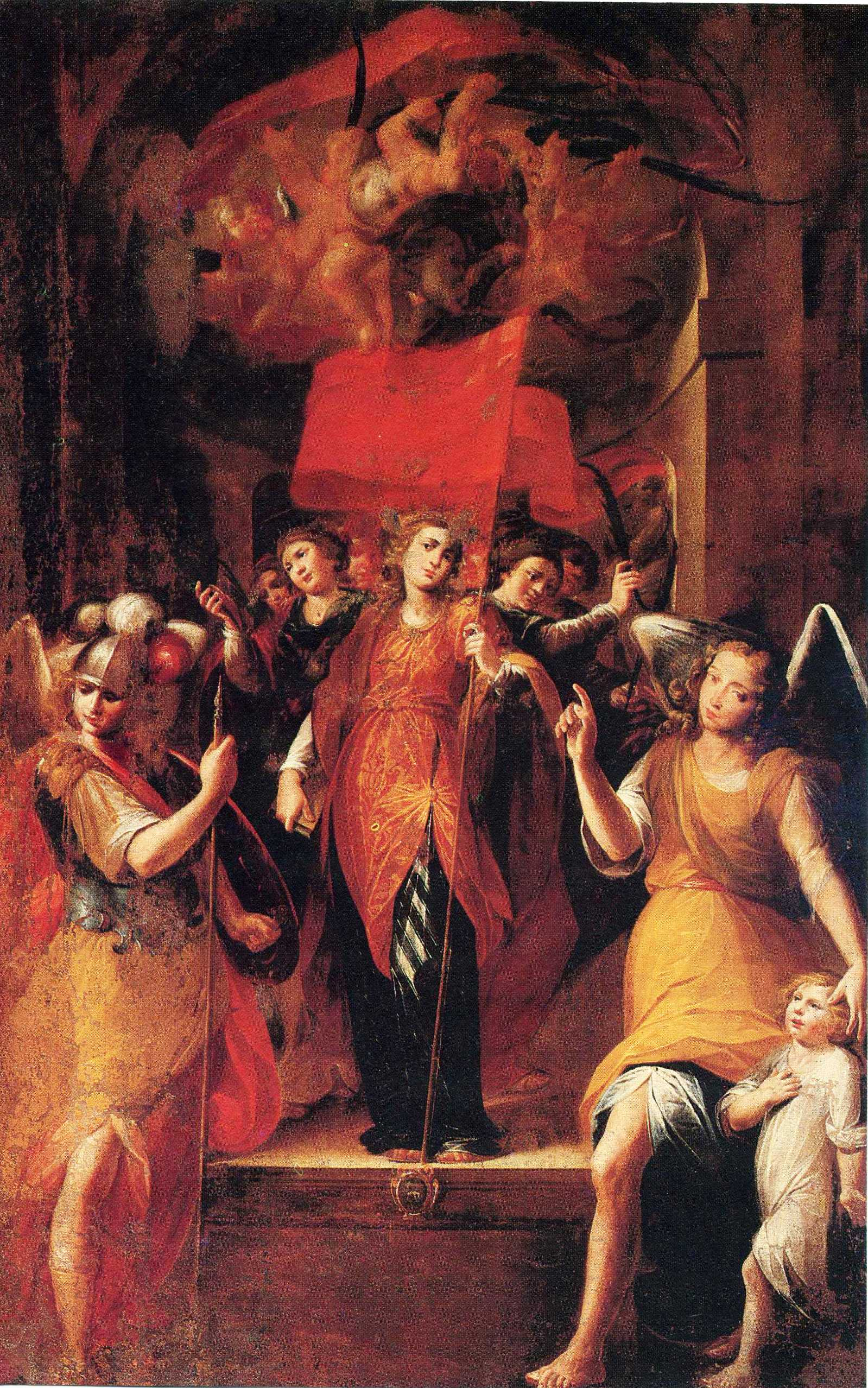
Martirio di Sant'Orsola e Compagne, Museo regionale di Messina.

Fra le sue principali opere si possono annoverare:
- 1629, Ambasceria dei Messinesi alla Vergine o Madonna della sacra lettera, dipinto autografo, opera proveniente dalla chiesa del monastero di San Paolo oggi al Museo regionale di Messina.[1][2]
- XVII secolo (?), Angelo custode, dipinto, opera documentata nella chiesa di San Matteo di Messina.
- XVII secolo, Angelo custode, dipinto, opera documentata nella chiesa di San Leonardo di Messina.[2]
- XVII secolo, San Giuseppe, dipinto, opera documentata nella primitiva chiesa di San Pietro dei Pisani dei Crociferi di Messina.[2]
- XVII secolo, Martirio di Sant'Orsola e Compagne, dipinto, opera realizzata con la collaborazione di Giovanni Fulco, opera custodita nel Museo regionale di Messina.
- XVII secolo, Immacolata fra Santa Rita e San Domenico, dipinto su tela, opera custodita nel duomo di Sant'Agata di Alì.[3]
- XVII secolo, Incoronazione della Vergine, dipinto su tela, opera custodita nel chiesa del Rosario di Castanea delle Furie.[3]
- XVII secolo, Giosuè sulle rive del Giordano, dipinto, opera documentata nell'Archivio della cattedrale protometropolitana della Santa Vergine Maria Assunta.[2]
- XVII secolo, Soldati che portano l'acqua a Re Davide, dipinto, opera documentata nell'Archivio della cattedrale protometropolitana della Santa Vergine Maria Assunta.[2]